# Jaguaruna
Jaguaruna este un oraș în Santa Catarina (SC), Brazilia.